# Lactobacillus salivarius
Lactobacillus salivarius è una specie di batterio appartenente alla famiglia delle Lactobacillaceae.